# Camotes-eilanden
De Camotes-eilanden zijn een groep eilanden in de Camoteszee, midden in de centraal gelegen Filipijnse eilandengroep Visayas. De groep bestaat uit de vier eilanden Poro, Pacijan, Ponson en Tulang.
Het woord Camotes komt uit Mexico en betekent "zoete aardappelen".

## Geografie

### Bestuurlijke indeling
De Camotes-eilanden maken deel uit van de provincie Cebu, dat onderdeel is van regio VII (Central Visayas). Op de eilanden liggen vier gemeenten. De gemeenten Poro en Tudela liggen op het eiland Poro, Pilar ligt op Ponson en San Francisco omvat Pacijan en Tulang.

### Topografie en landschap
De Camotes-eilanden liggen op zo'n 70 kilometer ten noordoosten van Cebu City en 40 kilometer ten zuiden van Ormoc City in de Camoteszee. De vier eilanden liggen dicht bij elkaar. Pacijan en Poto zijn met elkaar verbonden door een dam met daaroverheen een weg. Alle Camotes-eilanden zijn vrij vlak. Alleen op Pacijan en op Poro ligt een heuvel.